# Luca Mantoan
Luca Mantoan (Moncalieri, 3 febbraio 1966) è un allenatore di pallavolo ed ex pallavolista italiano.
Giocava nel ruolo di schiacciatore e opposto.

## Carriera
La carriera di Luca Mantoan inizia nella Pallavolo Torino, con cui esordisce massimo campionato italiano nella stagione 1985-86; viene poi ceduto nell'annata successiva alla Pallavolo Mantova, dove disputa tre campionati nella serie cadetta e conquista la promozione in Serie A1.
Nella stagione 1989-90 si trasferisce al Cuneo Volley Ball Club, ottenendo come miglior risultato i quarti di finale dei play-off scudetto 1992-93; dopo una parentesi alla Pallavolo Catania, nella Serie A2 1993-94, e il ritorno a Cuneo nell'annata successiva chiude la carriera in Serie A nella Pallavolo Torino, che nel frattempo è ripartita dalla seconda divisione nazionale.
Per diversi anni rimane nel mondo della pallavolo giocata, disputando campionati di Serie B1 e B2 con Associazione Sportiva Dilettantistica Pallavolo Busca, Albisola Pallavolo, ADMO Volley e Igo Genova Volley, fino al definitivo ritiro dall'attività agonistica avvenuto al termine della stagione 2006-07.
Intraprende successivamente la carriera da allenatore, guidando l'Albisola Pallavolo in Serie C e in Serie B2; a metà del campionato di Serie B2 2012-13 assume l'incarico di tecnico della Pallavolo Alba.
Nel 2018 allena l'Olimpya Genova e nel 2019 il Carcare, entrambe formazioni femminili